# Rathausbrücke
De Rathausbrücke was een brug over de Spree in Berlijn en maakte deel uit van de Rathausstraße. Tussen 2009 en 2012 werd de brug afgebroken en opnieuw opgebouwd.

## Geschiedenis
In de dertiende eeuw werd op deze plaats een houten brug gebouwd. Deze brug vormde de verbinding tussen het oude Cölln met het Spree-eiland. Deze brug stond op veertien pijlers en werd door haar ongewoon lengte de Lange Brücke genoemd. In de zeventiende besloot men om een nieuwe brug te bouwen, vanwege allerlei reparaties. In 1661 werd een nieuwe houten brug gebouwd. Zowel Cölln als Berlijn moest 400 daalders betalen en keurvorst Frederik III zorgde voor het hout. Er ontstond een simpele brug, waarvan het wegdek was bestrooid met zand. Na ongeveer dertig jaar vond men dat er een mooiere, stenen brug op deze plaats in het centrum van de Pruisische hoofdstad nabij het Berliner Stadtschloß moest komen.

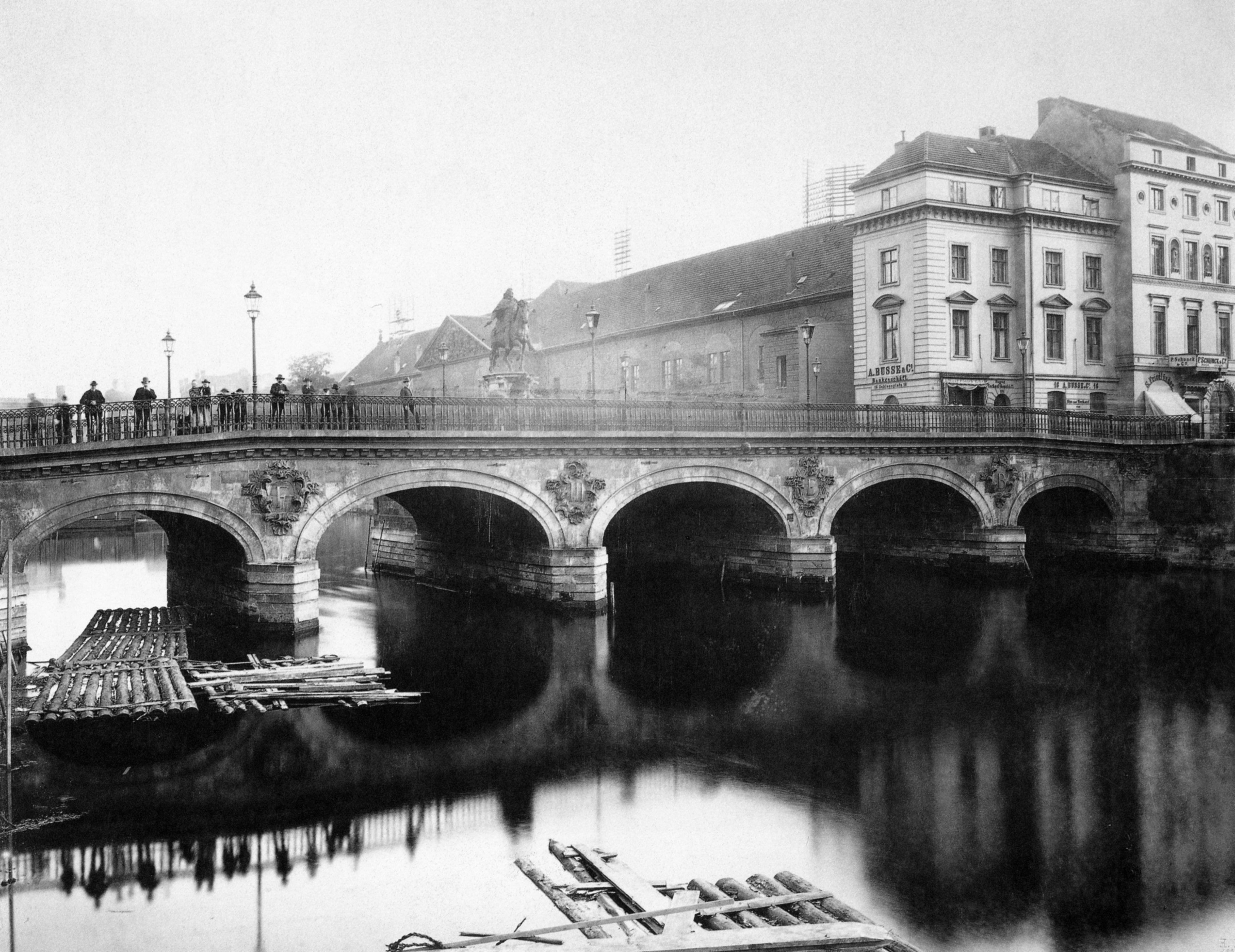
De Lange Brücke in 1889

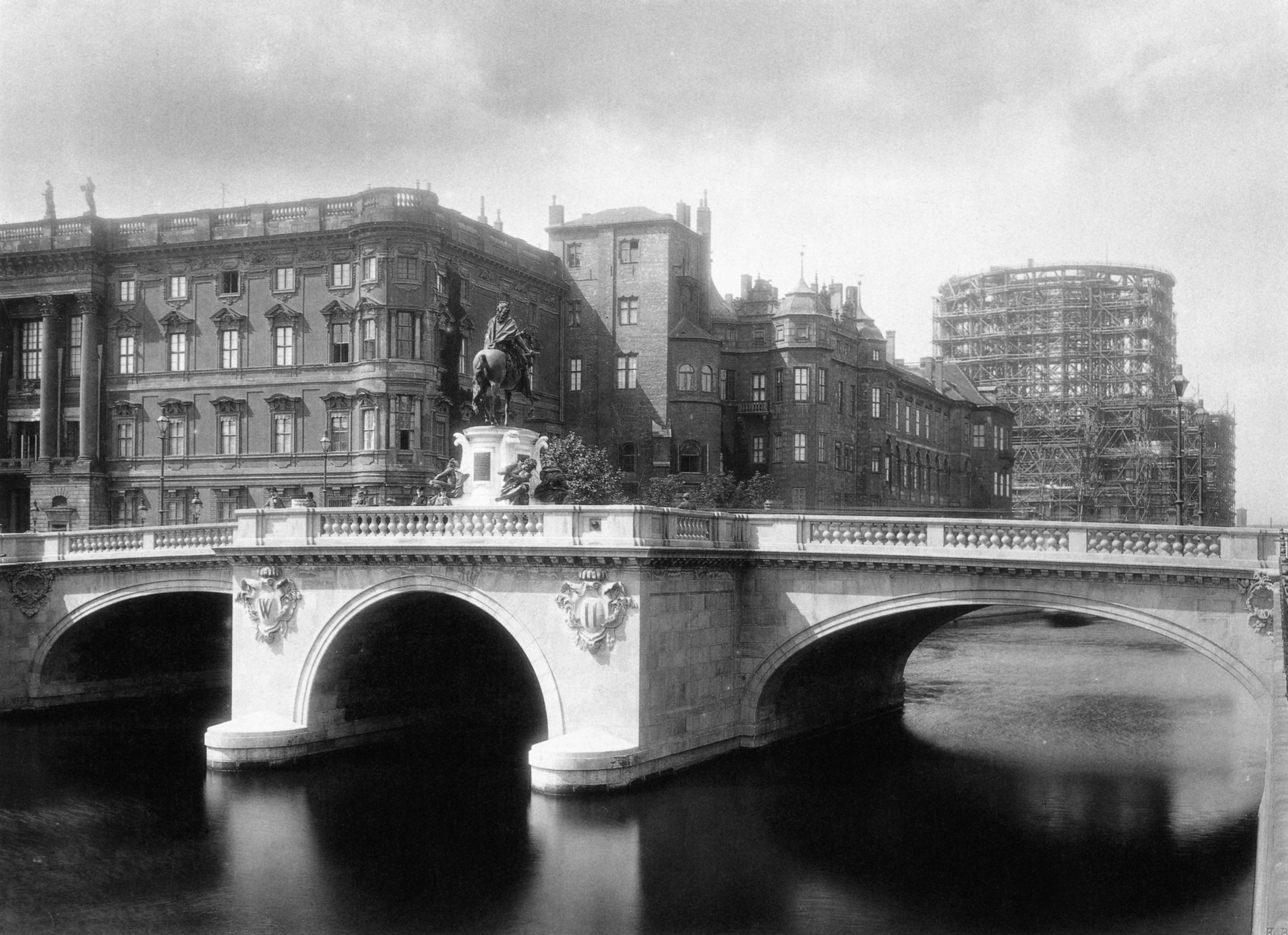
De Kurfürstenbrücke in 1896

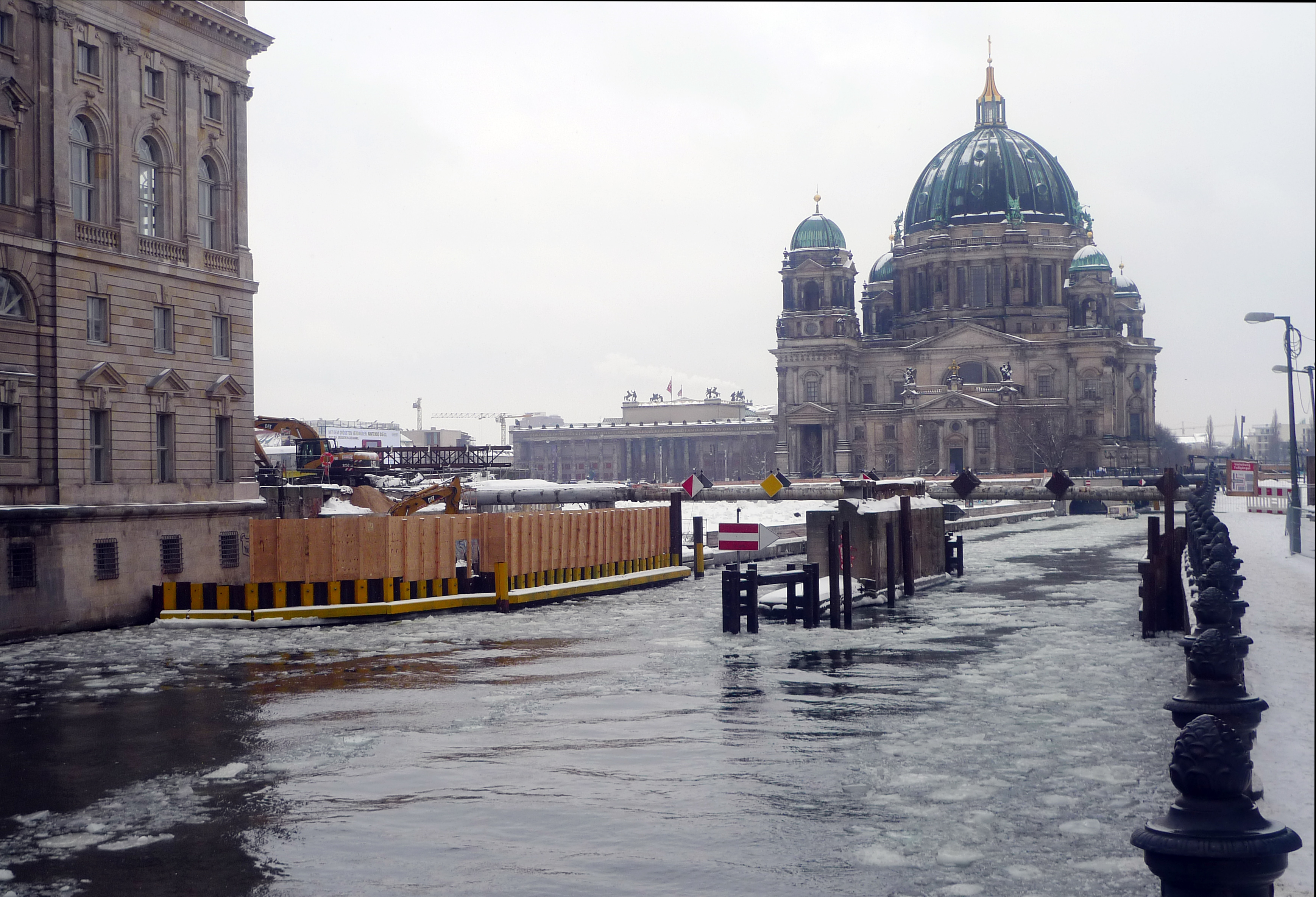
De afgebroken Rathausbrücke in 2010

In 1692 werd de grondsteen van de nieuwbouw geplaatst en op 5 november 1694 werd de brug geopend. De nieuwe Lange Brücke had vijf bogen waarvan de middelste dieper was dan de andere zodat daar een standbeeld van de Grote Keurvorst kon worden geplaatst. Deze brug was in tegenstelling tot haar voorgangers versierd met wapenschilden en in 1703 werd het door Andreas Schlüter gemaakte ruiterstandbeeld van de Grote Keurvorst onthuld. Het beeld was zo geplaatst dat het naar het Berliner Stadtschloß keek.
De Lange Brücke werd tweehonderd jaar lang intensief gebruikt en hoefde nauwelijks gerestaureerd te worden. Tussen 1817 en 1819 volgde uiteindelijk toch een vrij grote restauratie van de brug onder leiding van Karl Friedrich Schinkel hierbij werd het wegdek ook enigszins verbreed. Vanwege het toenemende verkeer en de te smalle doorvaartmogelijkheden besloot men aan het einde van de negentiende eeuw toch maar om een nieuwe brug te bouwen. 
In 1895 werd de nieuwe brug gebouwd. Het beeld van de Grote Keurvorst werd wederom op de brug geplaatst en vanwege dit beeld werd de brug nu Kurfürstenbrücke genoemd. De nieuwe brug had maar drie bogen en zodoende een bredere doorvaart zodat de bredere schepen nu ook dit deel van de Spree konden bevaren. 
Aan het einde van de Tweede Wereldoorlog werd de brug opgeblazen door de Wehrmacht. Het beeld van Frederik III was al eerder in de oorlog verplaatst om het te beschermen tegen bombardementen. Tegenwoordig staat het voor Slot Charlottenburg. Na de oorlog werd er een tijdelijke houten brug gebouwd, later een brug met een stalen constructie. In 1974-1976 werd in samenhang met de bouw van het Palast der Republik een nieuwe brug met een staalconstructie gebouwd. De naam werd al in 1951 veranderd in Rathausbrücke omdat de vorige naam te veel herinnerde aan de monarchie.

## Nieuwbouw
In 2009 is de Rathausbrücke afgebroken omdat men er een nieuwe brug wilde bouwen. Deze nieuwe brug werd geopend in 2012. Voor het ontwerp van de brug was een prijsvraag.